# Alpe d’Huez
Koordinaten: 45° 5′ 24″ N, 6° 4′ 12″ O
L’Alpe d’Huez [lalpə dyˈɛz] ist ein Wintersportort in den französischen Alpen, der auf dem Gebiet der Gemeinde Huez liegt. International bekannt ist er als Bergankunft bei der Tour de France und als einer der wichtigsten archäologischen Ausgrabungsorte mittelalterlichen Silberbergbaus in Europa.

## Lage und Entstehung

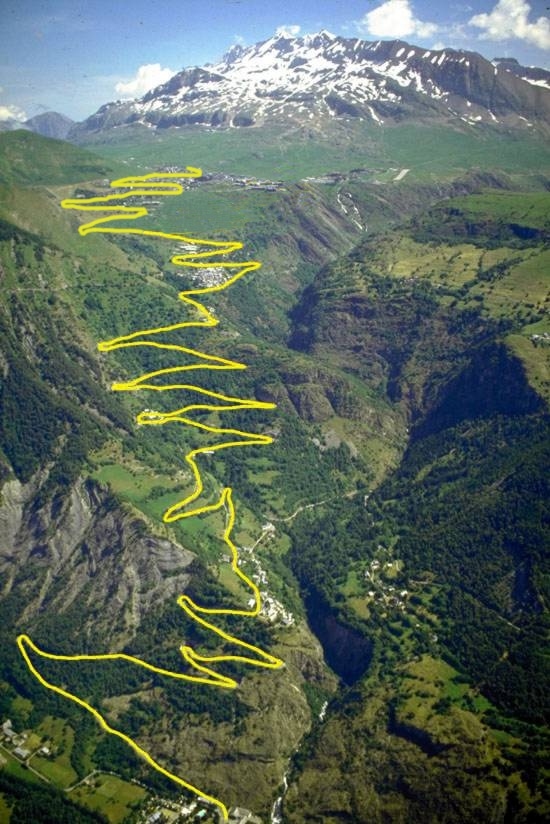
Panorama der 21 Serpentinen nach L’Alpe d’Huez

Der Ort liegt im Département Isère. In der Nähe gehen die Ausläufer der Gebirgsmassive des Oisans und der Grandes Rousses ineinander über. Neben Val-d’Isère, Tignes, Courchevel, La Plagne und Les Arcs ist L’Alpe d’Huez einer der großen Wintersportorte der französischen Nordalpen. Er gehört zur zweiten Generation von Wintersportzentren, die sich um ein kleines, hoch gelegenes Gebirgsdorf mehr oder weniger organisch entwickelten. In einer dritten Generation setzten große Tourismusunternehmen „Ski-Total-Orte“ wie Courchevel mit riesigen Appartementblocks in eine zuvor fast unberührte Landschaft, was Umweltprobleme nach sich zog.
Im 12./13. Jahrhundert befand sich in 300 Meter Entfernung der Ort Brandes en Oisans, in dem ergiebiger Silberbergbau betrieben wurde. Dieser ist Ziel einer bis heute andauernden Ausgrabung unter Leitung der Archäologin Marie-Christine Bailly-Maître.
Durch die Austragung der Bobsport-Wettbewerbe der Olympischen Winterspiele 1968 erlebte L’Alpe d’Huez einen enormen Aufschwung, während das auf der gegenüberliegenden Seite des Tals liegende Ornon bis heute seinen Charakter als ursprüngliches Gebirgsdorf und gemütlicher Wintersportort erhalten konnte.
Neben der Tour de France konnte sich der Wintersportort auch mit einer zweiten Sommerveranstaltung einen Namen machen, seit der Triathlon EDF Alpe d’Huez veranstaltet wird.
Bemerkenswert ist die 1970 fertiggestellte Kirche Notre-Dame des Neiges.

## Radsport

### Tour de France

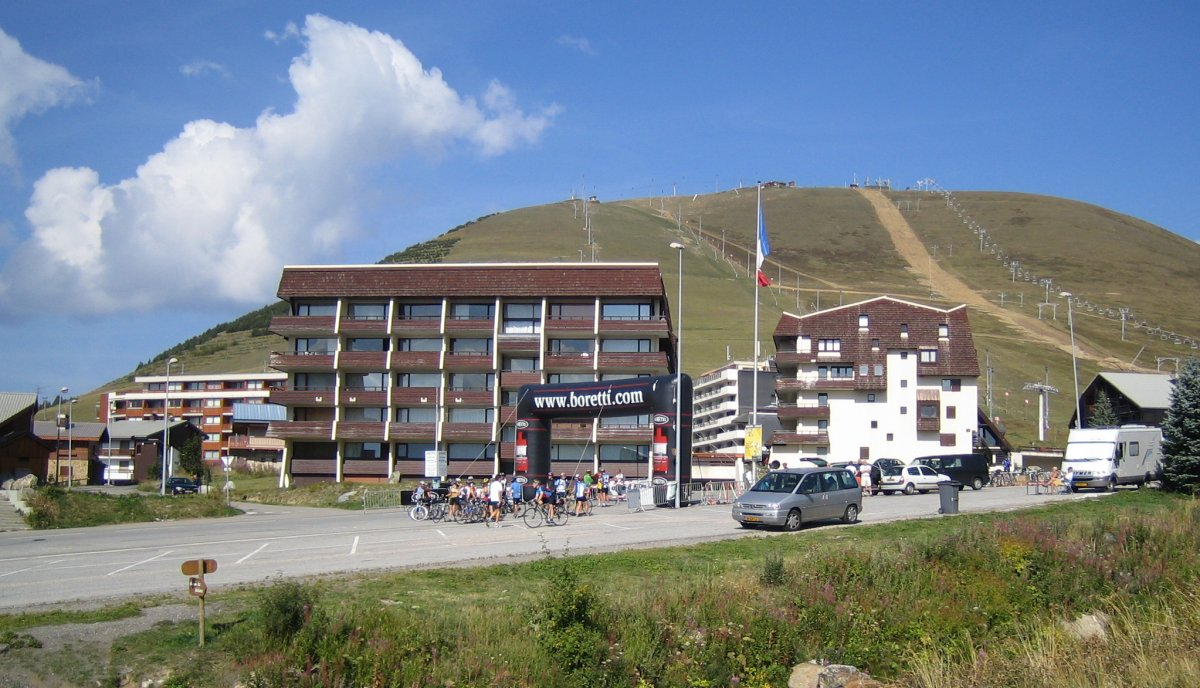
L’Alpe d’Huez

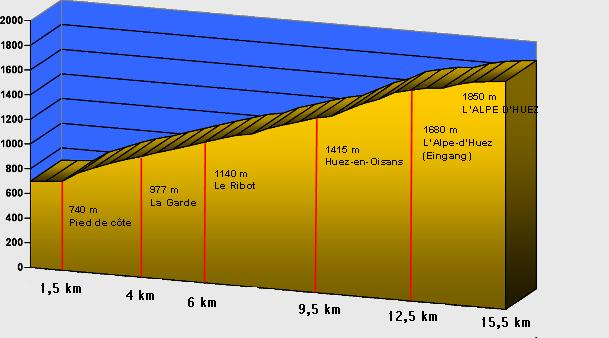
Der Anstieg nach L’Alpe d’Huez

Seine Bedeutung für den Radsport verdankt L’Alpe d’Huez dem Anstieg von Le Bourg-d’Oisans hinauf. Mit seinen 21 Kehren ist er neben dem Col du Galibier, dem Col du Tourmalet und dem Mont Ventoux einer der berühmtesten Anstiege der Tour de France. 1952 fand zum ersten Mal eine Bergankunft der Tour de France in der Retortensiedlung statt, die der italienische „Campionissimo“ Fausto Coppi für sich entschied. Erst 24 Jahre später – im Jahre 1976 – besuchte die Tour L’Alpe d’Huez ein zweites Mal. Seitdem stehen die legendären, rücklaufend nummerierten 21 Kehren jedoch regelmäßig im Programm der wichtigsten Radrundfahrt der Welt.
Wegen der Schwere des Anstiegs und aufgrund der Tatsache, dass sich dort einige der ganz Großen des Radsports durch ihre Siege verewigt haben, hat ein Etappensieg in L’Alpe d’Huez eine besondere Bedeutung sowohl für die Fahrer als auch für die Zuschauer. Deshalb ist in der Berichterstattung auch oftmals vom „Mythos L’Alpe d’Huez“ oder vom „mythischen Berg“ die Rede. Die Namen der Etappensieger sind in den 21 Kehren aufgelistet, beginnend mit dem ersten Sieger in der 21. Kehre. Da es seit Lance Armstrongs Sieg 2001 mehr Gewinner als Kehren gibt, hat man begonnen, die Schilder doppelt zu beschriften. Kehre 21 ist nun Fausto Coppi und Lance Armstrong gewidmet.

#### Streckenprofil
Etwa 1,5 km vom Zentrum von Le Bourg-d’Oisans entfernt beginnt der 13,8 km lange Anstieg auf einer Höhe von 760 m. Die Zielankunft liegt auf 1850 m. Daraus ergibt sich ein zu bewältigender Höhenunterschied von 1090 m und eine durchschnittliche Steigung von 7,9 %. Die ersten Kilometer sind im Schnitt etwa 10 % steil. Im Mittelteil beträgt die Steigung rund 8 %. Der Schlussteil ist mit ca. 5,5 % verhältnismäßig flach. Der steilste Kilometer ist der zehnte Kilometer mit durchschnittlich 11,5 % Steigung. Die steilsten Passagen befinden sich nach 3,5 km (14,8 %) und 7,5 km (14,7 %).

#### Etappensieger von L’Alpe d’Huez
- 1952  Fausto Coppi (Kehre 21)

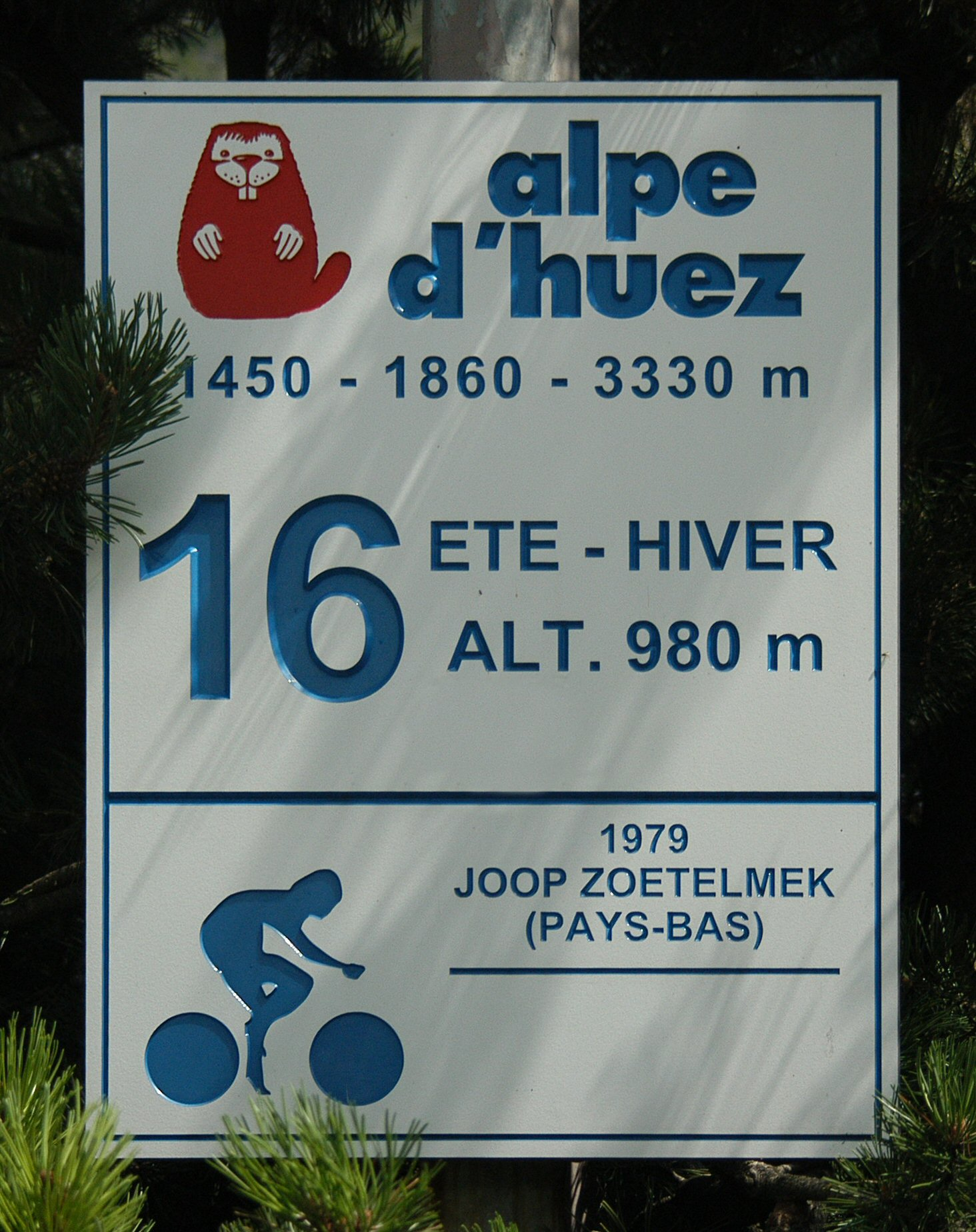
Die Kehren sind durchnummeriert und jeweils einem Etappensieger gewidmet

- 1976  Joop Zoetemelk (Kehre 20)
- 1977  Hennie Kuiper (Kehre 19)
- 1978  Hennie Kuiper (Kehre 18)
- 1979  Joaquim Agostinho (17. Etappe) (Kehre 17)
- 1979  Joop Zoetemelk (18. Etappe) (Kehre 16)
- 1981  Peter Winnen (Kehre 15)
- 1982  Beat Breu (Kehre 14)
- 1983  Peter Winnen (Kehre 13)
- 1984  Luis Herrera (Kehre 12)
- 1986  Bernard Hinault (Kehre 11)
- 1987  Federico Echave (Kehre 10)
- 1988  Steven Rooks (Kehre 9)
- 1989  Gert-Jan Theunisse (Kehre 8)
- 1990  Gianni Bugno (Kehre 7)
- 1991  Gianni Bugno (Kehre 6)
- 1992  Andrew Hampsten (Kehre 5)
- 1994  Roberto Conti (Kehre 4)
- 1995  Marco Pantani (Kehre 3)
- 1997  Marco Pantani (Kehre 2)
- 1999  Giuseppe Guerini (Kehre 1)
- 2001   Lance Armstrong (Kehre 21)
- 2003  Iban Mayo (Kehre 20)
- 2004   Lance Armstrong (Bergzeitfahren) (Kehre 19)
- 2006  Fränk Schleck (Kehre 18)
- 2008  Carlos Sastre (Kehre 17)
- 2011  Pierre Rolland (Kehre 16)
- 2013  Christophe Riblon (Kehre 15)
- 2015  Thibaut Pinot
- 2018  Geraint Thomas
- 2022  Thomas Pidcock

#### Bestzeiten
Seit 1994 wird die Zeit für den Schlussanstieg nach L’Alpe d’Huez offiziell gestoppt. Frühere Zeiten sind daher nicht verfügbar bzw. haben nur inoffiziellen Charakter. Den „Bergrekord“ hält Marco Pantani, der 1997 für die letzten 14,5 km 37:35 Min. benötigte. Die in verschiedenen Quellen genannten Zeiten gehen mitunter stark auseinander und sind oft nicht vergleichbar, da den Zeitmessungen unterschiedliche Wegstrecken zu Grunde liegen. Von 1994 bis 1997 wurde der Anstieg ab der letzten Kreuzung vor dem Anstieg gemessen (14,5 km vom Ziel entfernt). Seit 1999 wird die Zeit ab der Kurve, hinter der unmittelbar der Anstieg beginnt, gemessen (13,8 km vor dem Ziel).
Lance Armstrong konnte trotz kurzer Etappenlänge die Bestzeit von Marco Pantani nicht unterbieten. Er fuhr den Anstieg von 13,8 Kilometer in der bis heute (Stand: 2017) viertschnellsten gemessenen Zeit, 37:36 Minuten, während Pantanis beste Zeiten 36:50, 36:55 und 37:15 Minuten betrugen. Die Zuschauerzahl von annähernd 1 Million Menschen führte vor allem in der unteren Hälfte des Berges zu chaotischen Verhältnissen. Weil es hier keine Absperrungen gab, standen die Fans so dicht auf der Strecke, dass die Fahrer wie gegen eine menschliche Mauer fuhren, die sich immer erst im letzten Moment öffnete.
Die Zeiten von Pantani wurden alle am Ende einer längeren und schweren Bergetappe erzielt. Armstrong hingegen hatte eine solche Vorbelastung 2004 nicht. Hierbei ist allerdings auch zu berücksichtigen, dass andere Fahrer wie Jan Ullrich, Andreas Klöden, Floyd Landis und Carlos Sastre ihre persönliche Bestzeit alle am Ende einer langen Bergetappe erzielten, und nicht, wie man vermuten könnte, im Bergzeitfahren von 2004. Dies zeigt, dass sich eine längere Vorbelastung nicht zwingend negativ auswirken muss. Nach allem, was man bisher weiß, fallen die Rekordzeiten Pantanis in die Hochzeit des EPO-Dopings, jedoch werden die Zeiten der 90er Jahre zusätzlich dadurch aufgewertet, dass das damalige Gewicht der Rennräder über 8 kg betrug. Im Vergleich dazu betrug das Gewicht von Armstrongs Rad im Jahr 2004 nur 6,8 kg. Dabei sollte man allerdings auch bedenken, dass das Wettkampf-Körpergewicht von Lance Armstrong (ca. 71 kg) im Vergleich zu Marco Pantani (ca. 59 kg) um rund 12 kg höher lag. Wenn man dann ein Systemgewicht, also Fahrer plus Rad, ermittelt und dazu die Leistung in Watt pro Kilogramm Systemgewicht und entsprechend gegenüberstellt, so kommt man auf fast gleiche Werte (um die 6,1 Watt pro Kilogramm Systemgewicht, also Fahrer und Rad). D. h., beide Fahrer waren in Topform am Berg „auf dem Papier“ annähernd gleich stark.
| Rang | Zeit    | Name                | Jahr | Land               |
| ---- | ------- | ------------------- | ---- | ------------------ |
| 1    | 37' 35" | Marco Pantani       | 1997 | Italien            |
| 2    | 38' 00" | Marco Pantani       | 1994 | Italien            |
| 3    | 38' 04" | Marco Pantani       | 1995 | Italien            |
| 4    | 38' 23" | Jan Ullrich         | 1997 | Deutschland        |
| 5    | 38' 35" | Andreas Klöden      | 2006 | Deutschland        |
| 6*   | 38' 37" | Jan Ullrich         | 2004 | Deutschland        |
| 7    | 39' 02" | Richard Virenque    | 1997 | Frankreich         |
| 8    | 39' 06" | Iban Mayo           | 2003 | Spanien            |
| 9*   | 39' 17" | Andreas Klöden      | 2004 | Deutschland        |
| 10*  | 39' 21" | José Azevedo        | 2004 | Portugal           |
| 11   | 39' 28" | Miguel Induráin     | 1995 | Spanien            |
| 12   | 39' 28" | Alex Zülle          | 1995 | Schweiz            |
| 13   | 39' 29" | Carlos Sastre       | 2008 | Spanien            |
| 14   | 39' 30" | Bjarne Riis         | 1995 | Dänemark           |
| 15   | 39' 44" | Gianni Bugno        | 1991 | Italien            |
| 16   | 39' 45" | Miguel Induráin     | 1991 | Spanien            |
| 17   | 40' 00" | Jan Ullrich         | 2001 | Deutschland        |
| 18   | 40' 46" | Fränk Schleck       | 2006 | Luxemburg          |
| 19   | 40' 51" | Alexander Winokurow | 2003 | Kasachstan         |
| 20   | 41' 21" | Samuel Sanchez      | 2011 | Spanien            |
| 21   | 41' 50" | Laurent Fignon      | 1989 | Frankreich         |
| 22   | 41' 50" | Luis Herrera        | 1986 | Kolumbien          |
| 23   | 42' 01" | Pierre Rolland      | 2011 | Frankreich         |
| 24   | 42' 15" | Pedro Delgado       | 1989 | Spanien            |
| 25   | 45' 20" | Gert-Jan Theunisse  | 1989 | Niederlande        |
| 26   | 45' 22" | Fausto Coppi        | 1952 | Italien            |
| 27   | 48' 00" | Greg Lemond         | 1986 | Vereinigte Staaten |
| 28   | 48' 00" | Bernard Hinault     | 1986 | Frankreich         |

Obige Tabelle geht bei manchen Zeiten von 14,5 km aus, bei anderen von 13,8 km. In vielen Medien wird zwar häufig Pantanis Zeit von 1997 mit 37'35" als Rekord angegeben, aber jene bezieht sich auf 14,5 km. Pantani fuhr den eigentlichen Anstieg von 13,8 km 1997 in 36'55", was aber nicht sein Rekord war. Diesen stellte er 1995 mit 36'50" auf. Laut ChronosWatts und CyclingNews ist folgende Tabelle richtig, welche ausschließlich die letzten 13,8 km misst (Stand: 2021).
| Rang | Zeit    | Name                 | Jahr | Land               |
| ---- | ------- | -------------------- | ---- | ------------------ |
| 1    | 36' 50" | Marco Pantani        | 1995 | Italien            |
| 2    | 36' 55" | Marco Pantani        | 1997 | Italien            |
| 3    | 37' 15" | Marco Pantani        | 1994 | Italien            |
| 4    | 37' 36" | Lance Armstrong      | 2004 | Vereinigte Staaten |
| 5    | 37' 41" | Jan Ullrich          | 1997 | Deutschland        |
| 6    | 38' 00" | Lance Armstrong      | 2001 | Vereinigte Staaten |
| 7    | 38' 10" | Miguel Indurain      | 1995 | Spanien            |
| 7    | 38' 10" | Alex Zülle           | 1995 | Schweiz            |
| 8    | 38' 12" | Bjarne Riis          | 1995 | Dänemark           |
| 9    | 38' 22" | Richard Virenque     | 1997 | Frankreich         |
| 10   | 38' 36" | Floyd Landis         | 2006 | Vereinigte Staaten |
| 10   | 38' 36" | Andreas Klöden       | 2006 | Deutschland        |
| 11   | 38' 40" | Jan Ullrich          | 2004 | Deutschland        |
| 12   | 38' 44" | Laurent Madouas      | 1995 | Frankreich         |
| 13   | 38' 55" | Richard Virenque     | 1994 | Frankreich         |
| 14   | 39' 01" | Carlos Sastre        | 2006 | Spanien            |
| 15   | 39' 06" | Iban Mayo            | 2003 | Spanien            |
| 16   | 39' 12" | Andreas Klöden       | 2004 | Deutschland        |
| 17   | 39' 14" | José Azevedo         | 2004 | Portugal           |
| 18   | 39' 15" | Levi Leipheimer      | 2006 | Vereinigte Staaten |
| 19   | 39' 22" | Francesco Casagrande | 1997 | Italien            |
| 19   | 39' 22" | Nairo Quintana       | 2015 | Kolumbien          |
| 20   | 39' 23" | Bjarne Riis          | 1997 | Dänemark           |
| 21   | 39' 30" | Miguel Indurain      | 1994 | Spanien            |
| 21   | 39' 30" | Luc Leblanc          | 1994 | Frankreich         |
| 22   | 39' 31" | Carlos Sastre        | 2008 | Spanien            |
| 23   | 39' 37" | Wolodymyr Pulnikow   | 1994 | Ukraine            |
| 24   | 39' 40" | Giuseppe Guerini     | 2004 | Italien            |
| 25   | 39' 41" | Santos González      | 2004 | Spanien            |
| 25   | 39' 41" | Vladimir Karpets     | 2004 | Russland           |
| 26   | 39' 45" | Gianni Bugno         | 1991 | Italien            |
| 26   | 39' 45" | Miguel Indurain      | 1991 | Spanien            |
| 27   | 39' 46" | Luc Leblanc          | 1991 | Frankreich         |
| 28   | 39' 47" | Denis Menchow        | 2006 | Russland           |
| 28   | 39' 47" | Michael Rasmussen    | 2006 | Dänemark           |
| 28   | 39' 47" | Pietro Caucchioli    | 2006 | Italien            |
| 29   | 39' 50" | Nairo Quintana       | 2013 | Kolumbien          |
| 30   | 39' 52" | Claudio Chiappucci   | 1995 | Italien            |
| 30   | 39' 52" | Paolo Lanfranchi     | 1995 | Italien            |
| 31   | 39' 53" | Joaquim Rodríguez    | 2013 | Spanien            |
| 32   | 39' 54" | Beat Zberg           | 1997 | Schweiz            |
| 32   | 39' 54" | Udo Bölts            | 1997 | Deutschland        |
| 32   | 39' 54" | Roberto Conti        | 1997 | Italien            |
| 32   | 39' 54" | Laurent Madouas      | 1997 | Frankreich         |
| 33   | 39' 56" | David Moncoutié      | 2006 | Frankreich         |
| 34   | 39' 57" | Carlos Sastre        | 2004 | Spanien            |
| 35   | 39' 58" | Tony Rominger        | 1995 | Schweiz            |
| 35   | 39' 58" | Stéphane Goubert     | 2004 | Frankreich         |
| 35   | 39' 58" | Ivan Basso           | 2004 | Italien            |
| 36   | 39' 59" | Jan Ullrich          | 2001 | Deutschland        |
| 37   | 40' 01" | Pjotr Ugrjumow       | 1994 | Russland           |
| 37   | 40' 01" | Alex Zülle           | 1994 | Schweiz            |
| 37   | 40' 01" | Pawel Tonkow         | 1995 | Russland           |

#### Kurioses
Bisher konnten nur drei Sieger von L’Alpe d’Huez auch die Gesamtwertung der Tour desselben Jahres für sich entscheiden: Fausto Coppi 1952, Carlos Sastre 2008 sowie Geraint Thomas 2018. Auch Lance Armstrong konnte 2001 die Etappe nach L’Alpe d’Huez und im selben Jahr die Gesamtwertung gewinnen, am 22. Oktober 2012 wurden ihm jedoch alle Siege bei der Frankreichrundfahrt aufgrund jahrelangen Dopingmissbrauchs aberkannt.
Zeitweilig wurde L’Alpe d’Huez auch als „Berg der Holländer“ bezeichnet, weil bis 1989 acht von vierzehn Etappenerfolgen von niederländischen Fahrern erzielt wurden. Seitdem hat kein Niederländer diese Tradition fortsetzen können. In der „Nationenwertung“ an diesem Berg liegen die Niederlande mit ihren acht Siegen noch immer knapp vor den Italienern (7 Siege).
1999 brachte ein fotografierender Zuschauer den Führenden Giuseppe Guerini aus Italien kurz vor dem Ziel zu Fall. Trotz des Sturzes gelang es dem Team-Telekom-Fahrer, seinen Vorsprung bis ins Ziel zu retten und die Etappe zu gewinnen.

### Critérium du Dauphiné
2010 wurde L’Alpe d’Huez als Premiere in das Programm der Critérium du Dauphiné aufgenommen, nachdem der Anstieg erstmals seit 1976 zwei Jahre in Folge bei der Tour de France gefehlt hatte.
2013 war L’Alpe d’Huez erneut Teil der Dauphiné-Rundfahrt – im Monat vor der Doppelbefahrung durch die 100. Tour de France –, allerdings nicht als Schlussanstieg, sondern zu Beginn der 7. Etappe.
Sieger am Anstieg von L’Alpe d’Huez beim Critérium du Dauphiné:
- 2010:  Alberto Contador
- 2013:  Thomas De Gendt

### Tour de France Femmes
Im Jahr 2024 gehörte der Anstieg nach L’Alpe d’Huez erstmals zum Programm der Tour de France Femmes, als der Wintersportort zum finalen Zielort der Rundfahrt festgelegt wurde. Siegerin der Etappe wurde die Niederländerin Demi Vollering.

## Lifte und Bahnen des Skigebietes
| Seilbahn                          | Art                                                                                      | Inbetriebnahme | Länge | Beförderungskapazität pro Stunde | Hersteller | ersetzter Lift                       |
| --------------------------------- | ---------------------------------------------------------------------------------------- | -------------- | ----- | -------------------------------- | ---------- | ------------------------------------ |
| Ascenseur Incliné Villard Reculas | 20er Standseilbahn                                                                       | 1989           | 100   | 600                              | AKROS      |                                      |
| Liaison Pôle Loisirs              | 18er Standseilbahn                                                                       | 2012           | 68    | 330                              | Poma       |                                      |
| Alpette-Rousses                   | 160er Kabinen-Seilbahn                                                                   | 1990           | 1644  | 1920                             | Poma       |                                      |
| Vaujany-Alpette                   | 160er Kabinen-Seilbahn                                                                   | 1990           | 2464  | 1530                             | Poma       |                                      |
| Pic Blanc (Bj. 1980)              | 93er Kabinen-Seilbahn                                                                    | 1980           | 2131  | 1015                             | Creissels  |                                      |
| Marmottes 3 (Bj. 2004)            | 33er Funitel – windstabile Gondelbahn mit zwei parallelen Förderseilen in weitem Abstand | 2004           | 788   | 1056                             | Doppelmayr |                                      |
| Vaujany-Enversin                  | 30er Gruppenumlaufbahn (Gondeln)                                                         | 1991           | 610   | 600                              | Montaz     |                                      |
| Grand Rousses 1                   | 25er Gondelbahn (Doppel-Seil-Umlaufbahn)                                                 | 1986           | 1550  | 3000                             | Poma       |                                      |
| Grand Rousses 2                   | 25er Gondelbahn (Doppel-Seil-Umlaufbahn)                                                 | 1986           | 2000  | 3000                             | Poma       |                                      |
| Télécentre (Bj. 1982)             | 24er Korblift                                                                            | 1982           | 795   | 960                              | Montaz     |                                      |
| Télévillage (Bj. 1981)            | 20er Gruppenumlaufbahn (Gondeln)                                                         | 1981           | 1135  | 436                              | Poma       |                                      |
| Alpette                           | 12er Gondelbahn (Ein-Seil-Umlaufbahn)                                                    | 1988           | 1950  | 1600                             | Poma       |                                      |
| Poutran 2                         | 12er Gondelbahn (Ein-Seil-Umlaufbahn)                                                    | 1987           | 1338  | 2000                             | Poma       |                                      |
| Poutran 1                         | 12er Gondelbahn (Ein-Seil-Umlaufbahn)                                                    | 1987           | 1400  | 2000                             | Poma       |                                      |
| Marmottes 2                       | 6er Gondelbahn (Ein-Seil-Umlaufbahn)                                                     | 2000           | 1474  | 1650                             | Poma       |                                      |
| Villete-Montfrais                 | 6er Gondelbahn (Ein-Seil-Umlaufbahn)                                                     | 1987           | 883   | 1500                             | Poma       |                                      |
| Vaujany-Villette (Bj. 1987)       | 6er Gondelbahn (Ein-Seil-Umlaufbahn)                                                     | 1987           | 900   | 1500                             | Poma       |                                      |
| Rif Nel Express                   | Kombibahn mit 6er Sessel und 10er Gondeln                                                | 2012           | 665   | 2700                             | Leitner    | Tellerlift                           |
| Télémixte des Jeux (Bj. 2013)     | Kombibahn mit 6er Sessel und 8er Gondel                                                  | 2013           | 1388  | 3900                             | Poma       | Tellerlift                           |
| Marmomottes 1                     | 6er Hochgeschwindigkeitssesselbahn mit Abdeckhauben                                      | 2009           | 2243  | 3000                             | Poma       | 6er Gondelbahn (Ein-Seil-Umlaufbahn) |
| Fontfroide                        | 6er Hochgeschwindigkeitssesselbahn, kuppelbar                                            | 2009           | 1000  | 2400                             | Leitner    |                                      |
| Romains                           | 6er Hochgeschwindigkeitssesselbahn, kuppelbar                                            | 2005           | 1109  | 3600                             | Poma       |                                      |
| Le Villarais                      | 4er Hochgeschwindigkeitssesselbahn, kuppelbar                                            | 1997           | 1890  | 2000                             | Leitner    |                                      |
| Louvets                           | 4er Hochgeschwindigkeitssesselbahn, kuppelbar                                            | 1992           | 856   | 2000                             | Poma       |                                      |
| Auris Express                     | 4er Hochgeschwindigkeitssesselbahn, kuppelbar                                            | 1991           | 1787  | 1800                             | Poma       |                                      |
| Alpauris                          | 4er Hochgeschwindigkeitssesselbahn, kuppelbar                                            | 1988           | 1437  | 2400                             | Poma       |                                      |
| Lombards                          | 4er Sesselbahn, fixgeklemmt                                                              | 2010           | 1747  | 2400                             | Poma       | 4er Sesselbahn, fixgeklemmt          |
| Lac Blanc                         | 4er Sesselbahn, fixgeklemmt                                                              | 2003           | 245   | 2000                             | Skirail    |                                      |
| Herpie                            | 4er Sesselbahn, fixgeklemmt                                                              | 2002           | 993   | 2000                             | Poma       |                                      |
| Glacier                           | 4er Sesselbahn, fixgeklemmt                                                              | 2001           | 960   | 1600                             | Poma       |                                      |
| Lievre Blanc                      | 4er Sesselbahn, fixgeklemmt                                                              | 1998           | 1520  | 2000                             | GMM        |                                      |
| Vallonet                          | 4er Sesselbahn, fixgeklemmt                                                              | 1989           | 1118  | 1600                             | Poma       |                                      |
| Sures                             | 4er Sesselbahn, fixgeklemmt                                                              | 1988           | 775   | 2400                             | Poma       |                                      |
| Clos Giraud                       | 4er Sesselbahn, fixgeklemmt                                                              | 1987           | 1514  | 1600                             | Poma       |                                      |
| Montfrais                         | 4er Sesselbahn, fixgeklemmt                                                              | 1987           | 881   | 1500                             | Poma       |                                      |
| Bergers                           | 4er Sesselbahn, fixgeklemmt                                                              | 1986           | 631   | 2400                             | Poma       |                                      |
| Signal                            | 4er Sesselbahn, fixgeklemmt                                                              | 1985           | 812   | 1800                             | Poma       | Tellerlift                           |
| Signal                            | 4er Sesselbahn, fixgeklemmt                                                              | 1985           | 812   | 1800                             | Poma       | Tellerlift                           |
| Eclose                            | 2er Sesselbahn, fixgeklemmt                                                              | 1986           | 270   | 1500                             | Poma       |                                      |
| Piegut                            | 2er Sesselbahn, fixgeklemmt                                                              | 1981           | 1014  | 900                              | Poma       |                                      |
| Chalvet                           | 2er Sesselbahn, fixgeklemmt                                                              | 1980           | 1650  | 1030                             | CECIL      |                                      |
| Maronne                           | 2er Sesselbahn, fixgeklemmt                                                              | 1974           | 953   | 9000                             | CECIL      |                                      |
| Grande Sure                       | 2er Sesselbahn, fixgeklemmt                                                              | 1963           | 945   | 576                              | Poma       |                                      |